# De Havilland Firestreak
Il Firestreak è stato il primo missile aria-aria a guida IR passiva del Regno Unito ad essere utilizzato dalla Royal Air Force e dalla Fleet Air Arm. Costruito dalla de Havilland Propellers all'inizio degli anni cinquanta del XX secolo, ed entrò in servizio a partire dal 1957. Il missile poteva essere utilizzato per attacchi di coda fire and forget con un raggio di 20° su entrambi i lati del bersaglio. Dichiarato operativo nel 1958 entrò in servizio nella Royal Air Force e nella Fleet Air Arm, equipaggiando i caccia Gloster Javelin dal 1957,  de Havilland DH.110 Sea Vixen dl 1958 e English Electric Lightning dal 1960. 
Era un sistema molto complesso, con un design interno insolito, che richiedeva al velivolo di lancio di provvedere sia al raffreddamento dell'elettronica a valvole termoioniche sia al riscaldamento per evitare il congelamento di varie parti mobili prima del lancio.
Una versione migliorata, il "Blue Vesta", fu sviluppata come parte del progetto Operational Requirement F.155, ma i lavori terminarono nel 1957. Lo sviluppo riprese con una versione leggermente più semplice, dotata di elettronica a transistor e disegno interno notevolmente semplificato, a cui fu dato il nome di Red Top. Il missile Red Top non poteva essere installato sulle prime versioni del Lightning, e quindi il Firestreak rimase in servizio fino al 1988, quando gli ultimi Lightning della RAF furono radiati.

## Storia

### Red Hawk
Nel gennaio 1945, il Ministero dell'aeronautica emanò il Requisito Operativo OR.1056, a cui il Ministero degli Approvvigionamenti attribuì il codice arcobaleno "Red Hawk", per un missile aria-aria.  Il progetto di base si basava su studi condotti presso il Royal Aircraft Establishment (RAE) su armi precedenti. I loro esperimenti con il concetto di "Air Spaniel" a guida manuale li avevano convinti che fosse necessaria una sorta di guida automatica. Ciò portò al sistema di guida radar semi-attiva  Artemis e al più grande "Little Ben" che utilizzava il beam riding. L'OR.1056 era complessivamente simile al "Little Ben", utilizzando il beam riding lungo il segnale emesso dal radar AI Mk.IX come fonte di illuminazione.
Nel 1947, i vari progetti di armi guidate in corso nel Regno Unito furono centralizzati presso la RAE. Nel periodo immediatamente successivo, fu definito un programma di sviluppo razionalizzato che prevedeva lo sviluppo di un missile terra-aria (SAM) per la Royal Navy che divenne il Sea Slug, un progetto SAM simile per l'esercito britannico e la Royal Air Force noto con il nome in codice "Red Heathen",  la bomba antinave "Blue Boar" e lo sviluppo in corso del "Red Hawk".
Il contratto di sviluppo iniziale per il "Red Hawk" fu assegnato alla Gloster Aircraft Company nell'ottobre del 1947. La ditta sviluppo essenzialmente un aeromobile a pilotaggio remoto simile a un piccolo caccia con ala a freccia, che sarebbe stato trasportato in un vano incassato sotto l'aereo e abbassato nel flusso d'aria prima del lancio. La RAE non ne fu impressionata e alla fine del 1947 sviluppò il proprio progetto. Si richiedeva un'arma più piccola che utilizzasse quattro motori RP-3 per la spinta che venivano poi espulsi, lasciando che il proiettile centrale procedesse per inerzia verso il bersaglio.

### Pink Hawk e Blue Sky

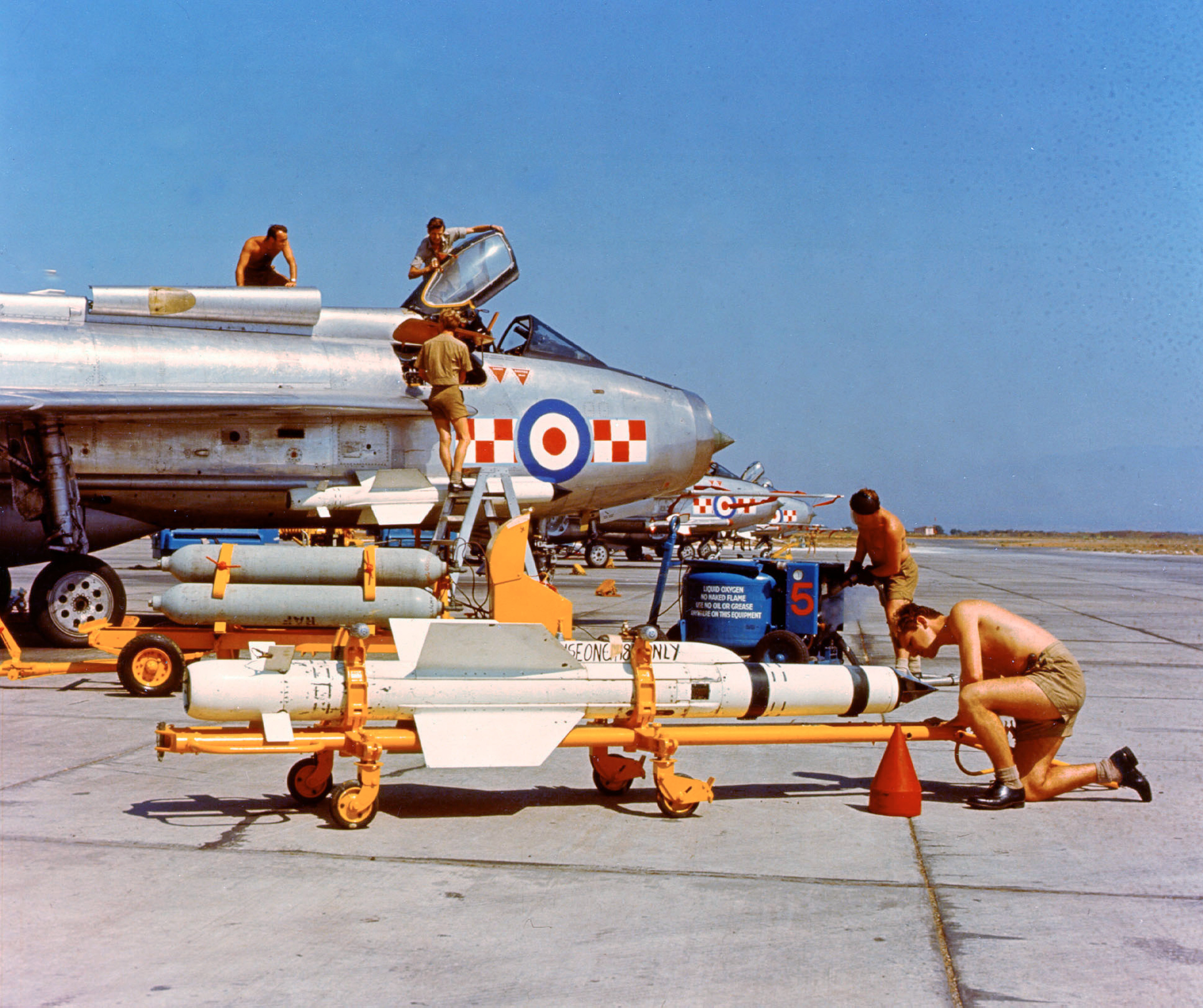
Caccia Lightning del No.56 Squadron RAF in fase addestramento sulla base RAF di Akrotiri, Cipro.

Ci si rese presto conto che la capacità multi-ruolo del "Red Hawk" era al di là dello stato dell'arte dell'epoca e che nel frattempo sarebbe stata necessaria un'arma con minori prestazioni. Nel 1949, la RAE elaborò una nuova, più semplice, specifica, rispetto al "Red Hawk". Il soprannome" Pink Hawk" fu presto sostituito con il codice arcobaleno ufficiale, "Blue Sky".  Anche il progetto "Red Hawk" continuò, ma solo brevemente prima che anche le sue specifiche venissero modificate; nel novembre 1951 l'Air Staff emise l'OR.1117, a cui fu dato il codice "Blue Jay", per un progetto per un missile aria-aria a guida all'infrarosso.
Il primo lancio aereo del Blue Jay avvenne nel 1954 da un de Havilland DH.112 Venom, il drone bersaglio, un caccia Fairey Firefly, andò distrutto. Il Blue Jay Mk.1 entrò in servizio nel 1957 con la RAF, dove fu chiamato Firestreak, montato sui Gloster Javelin, nella Royal Navy nell'agosto del 1958,installato sui caccia De Havilland DH.110 Sea Vixen; fu il primo missile aria-aria britannico a risultare efficace.
Furono studiate due varianti minori del Blue Jay, entrambe non adottate. Il Blue Jay Mk.2 includeva il motore Magpie II più potente e un seeker al PbTe che offriva migliori capacità di rilevamento. Il Blue Jay Mk.3 aveva un'apertura alare maggiore e un motore dalle prestazioni ridotte. Il motore declassato era destinato a limitare l'accelerazione durante il lancio da intercettori supersonici a propulsione a razzo come il Saunders-Roe SR.177 e l'Avro 720, dove la velocità aggiuntiva impartita dal Magpie II gli avrebbe conferito una velocità massima così elevata da soffrire di un riscaldamento aerodinamico avverso.
Alla ricerca di un'arma avanzata per gli intercettori dell'Operational Requirement F.155, nel 1955 il Ministero dell'Aeronautica emanò il documento OR.1131 per una capacità di intercettazione multi-aspetto contro aerei nemici che viaggiavano a Mach 2. La De Havilland rispose con il Blue Jay Mk.4 , a cui in seguito fu assegnato il codice arcobaleno, Blue Vesta. Questo adottava il sensore al PbTe dello Mk.2, ulteriormente migliorato raffreddandolo per aumentarne la sensibilità in quello che divenne noto come il sensore "Violet Banner". Il motore fu ulteriormente potenziato con l'adozione del nuovo Magpie III. Per gestire i problemi di riscaldamento aerodinamico, le alette furono realizzate in acciaio anziché in alluminio e presentavano sezioni tagliate per mantenere le porzioni posteriori delle superfici fuori dai coni di Mach, una caratteristica che chiamarono "punte di Mach". Il lavoro sullo Mk.4 fu ridotto dopo il 1956 quando la RAE decise che le velocità di avvicinamento di due aerei Mach 2+ sarebbero state così rapide che il missile non avrebbe avuto alcuna possibilità di essere lanciato mentre si trovava ancora nel raggio del suo seeker.
Nell'agosto del 1956, la Fleet Air Arm assunse lo sviluppo della linea Blue Jay con il Blue Jay Mk.5, sostituendo il seeker IR con un sistema di ricerca radar semi-attivo (SARH) destinato ad essere utilizzato con il radar AI. MK.18 del De Havilland Sea Vixen con una speciale modalità di illuminazione a onda continua. Questo era altrimenti identico al Mk.4, differendo solo per la sostituzione della sezione del seeker con un cono anteriore a ogiva più lungo che ospitava l'antenna del ricevitore radar. I problemi di montaggio dell'antenna illuminatrice sul Sea Vixen posero fine ai lavori su questa ersione. Nel novembre del 1957 il progetto fu brevemente riavviato con il nome di Blue Dolphin mentre altri sviluppi a guida radar furono cancellati.

### I collaudi
Il primo lancio aereo del Blue Jay avvenne nel 1954 da un de Havilland DH.112 Venom, il drone bersaglio, un caccia Fairey Firefly, andò distrutto. Ulteriori lanci di prova di tennero sul poligono di Woomera, nell'Australia meridionale.
Le prove di accettazioni del missile Blue Jay Mk.1 iniziarono verso la fine dell'anno, quando la RAF stava già immettendo in servizio il missile Fairey Fireflash a guida radar (SAHR). Il Firestreak, nuova denominazione del Blue Jay, entrò in servizio nel 1957 con la RAF, montato sui Gloster Javelin, e nella Royal Navy nell'agosto del 1958,installato sui caccia De Havilland DH.110 Sea Vixen; fu il primo missile aria-aria britannico a risultare efficace.

## Descrizione tecnica

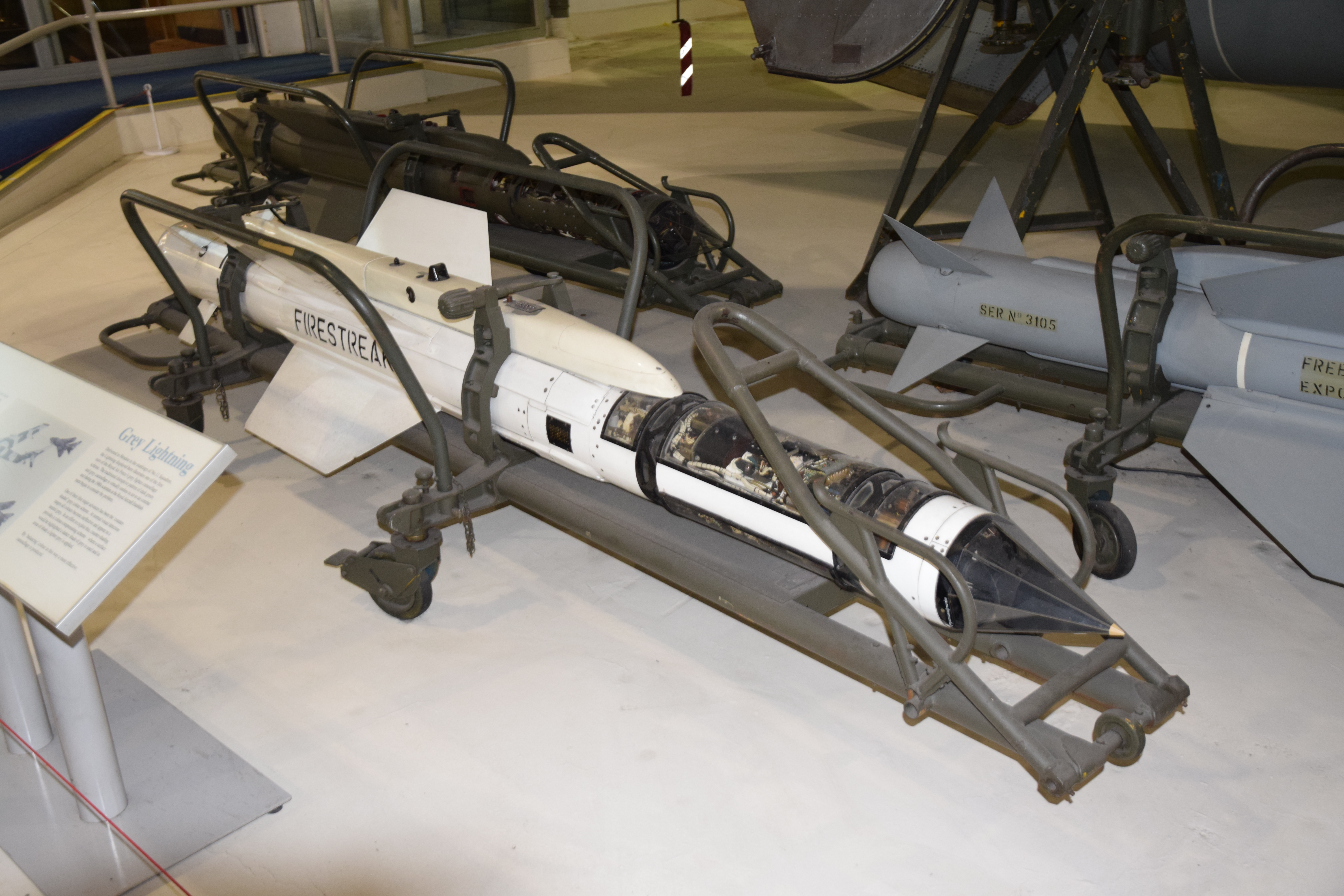
Un missile aria-aria Firestreak esposto al RAF Museum di Hendon.

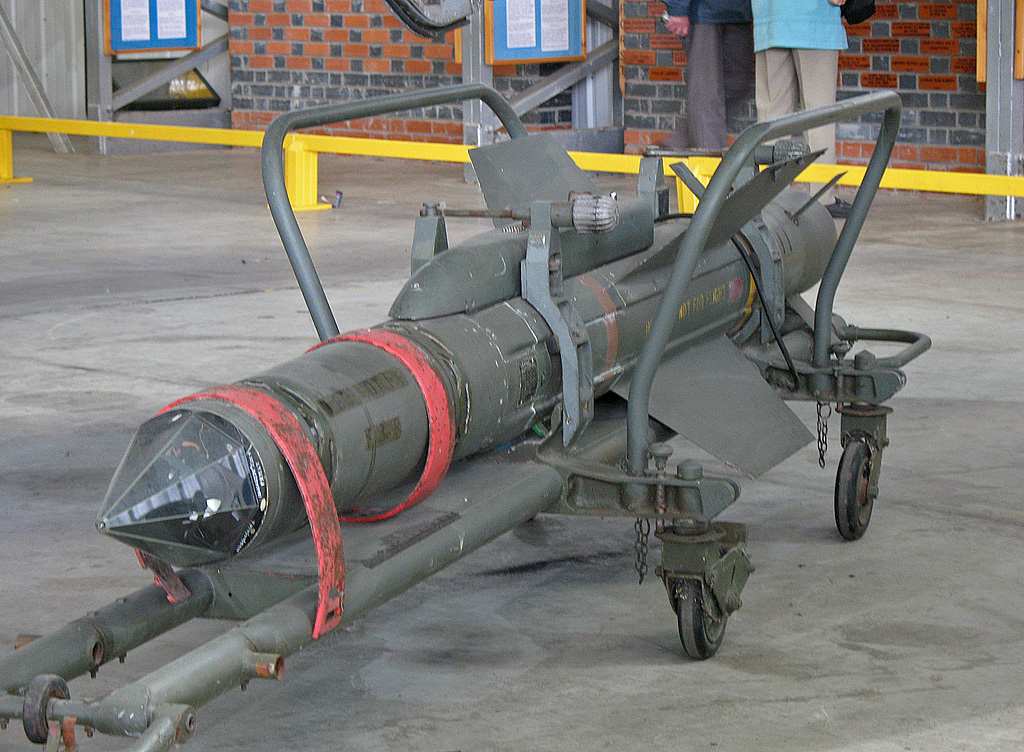
Un missile aria-aria Firestreak sul suo carrello da trasporto.

Il missile aria-aria a guida IR Firestreak (Blue Jay) aveva ali a delta tagliate montate appena dietro il punto medio e piccole superfici di controllo rettangolari in tandem verso la parte posteriore. L'elettronica a tubo occupava la maggior parte del quarto anteriore della fusoliera, lasciando poco spazio per la testata bellica, che fu spostata nella parte posteriore della fusoliera, dove venne avvolta attorno all'ugello del razzo. A causa non vi era spazio per gli attuatori delle alette di controllo posteriori, che erano invece azionate dagli attuatori montati sul muso tramite lunghe aste di spinta. Gli attuatori erano alimentati da aria compressa proveniente da bombole poste all'estremità posteriore, alimentate in avanti attraverso lunghi tubi.  Le bombole d'aria compressa alimentavano anche un turboalternatore per fornire energia elettrica dopo il lancio. In caso di errore, il missile si autodistruggeva quando l'alternatore rallentava dopo l'esaurimento dell'aria.
Il motore a razzo Magpie occupava solamente una piccola parte della fusoliera del missile, posizionato tra gli attuatori e la testata, approssimativamente centrato sotto le alette centrali. Era costituito da 61 libbre (28 kg) di cordite che bruciavano per 1,9 secondi, uscendo dalla parte posteriore del missile attraverso un lungo tubo di scarico che attraversava la sezione posteriore del missile.
Il seeker IR in tellururo di piombo (PbTe) è stato montato sotto un naso a "matita" conico a otto facce in trisolfuro di arsenico ed era raffreddato a -180 °C (-292,0 °F) per migliorare il rapporto segnale/rumore. L'insolito naso sfaccettato era stato scelto quando un naso emisferico più convenzionale si era dimostrato incline all'accumulo di ghiaccio. Il seeker veniva raffreddato facendo passare aria filtrata attraverso uno scambiatore di calore raffreddato ad ammoniaca.
Vi erano due file di finestre triangolari disposte a fasce attorno alla fusoliera anteriore, dietro le quali si trovavano le spolette ottiche di prossimità per la testata. La testata da 19,3 libbre (8,8 kg) aveva un raggio letale di 40 piedi (12 m) e veniva innescata dalle spolette di prossimità o da quattro spolette a contatto poste sulla parte anteriore delle ali. L'involucro esterno della testata era progettato per frammentarsi in pezzi da 0,25 once (7,1 g) sparati in avanti in un cono di 50 gradi.
L'elettronica, realizzata con valvole termoioniche, generava un calore significativo. Per questo motivo, il missile Firestreak sottoposto a un test a terra fu raffreddato da freon e, in volo, da ammoniaca pompata attraverso il missile da bombole site nella parte posteriore della rotaia di lancio. Le bombole contenevano ammoniaca sufficiente per 15 minuti, quindi il missile poteva essere avviato solo durante l'avvicinamento. Una bombola d'aria nel vano armi montato sulla fusoliera manteneva le bombole di ammoniaca pressurizzate prima del lancio. L'aria calda proveniente dagli stadi del compressore del motore si collegava alla parte posteriore del pacco di lancio e veniva convogliata verso i missili. Durante il volo, questo manteneva caldi vari componenti mobili, abbastanza caldi da non congelarsi durante i 13 secondi di volo.
Per il lancio, il sistema di ricerca del missile era asservito al radar dell'aereo lanciatore, il Ferranti AIRPASS nel Lightning e il GEC AI. Mk.18 nel Sea Vixen, fino al raggiungimento del bersaglio e al lancio dell'arma, lasciando l'intercettore libero di acquisire un altro bersaglio. Uno svantaggio era che il missile risultava altamente tossico (a causa del motore a razzo Magpie o del refrigerante all'ammoniaca) e gli armieri della RAF, che dovevano indossare tute di protezione all'atto di installarlo sul velivolo. Secondo Ian Black: A differenza dei moderni missili [degli anni '90], ... il Firestreak poteva essere lanciato solo al di fuori delle nuvole e, in inverno i cieli erano raramente sereni sopra il Regno Unito".

## Utilizzatori
Arabia Saudita

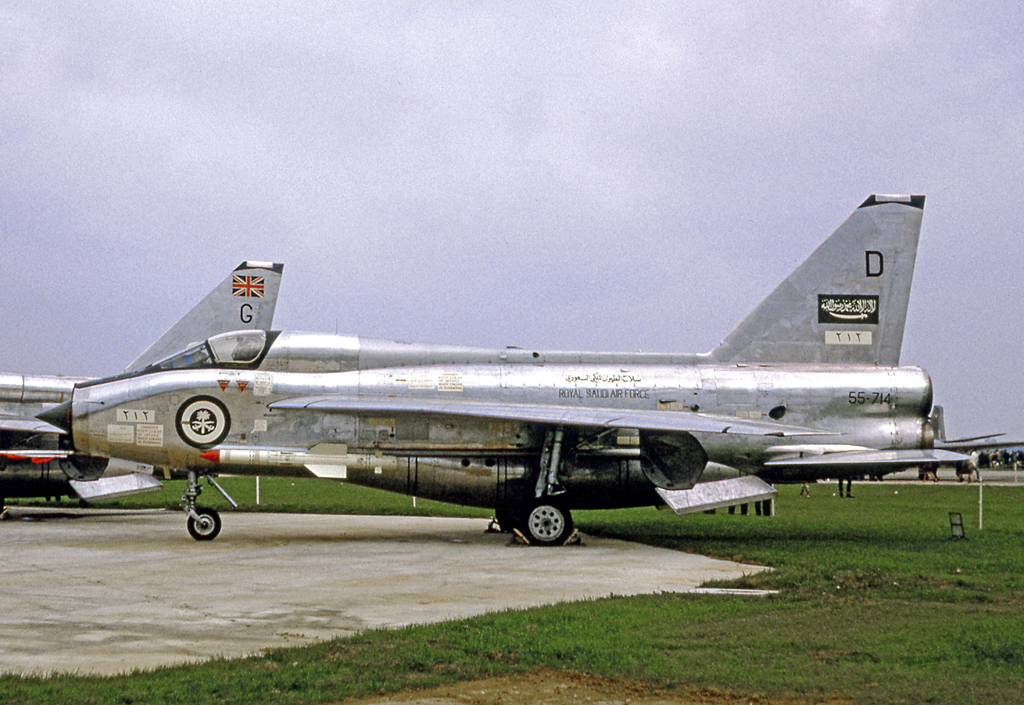
Un aereo da conversione operativa Lightning T. Mk.55 della Al-Quwwat al-Jawwiyya al-Sa'udiyya.

- Al-Quwwat al-Jawwiyya al-Sa'udiyya[19]

-  Regno Unito

- Royal Air Force
- Fleet Air Arm

 Kuwait
- Al-Quwwat al-Jawwiyya al-Kuwaytiyya

### Annotazioni
1. ↑  Che in seguito si divise in due progetti separati dell'Esercito e della RAF, rispettivamente designati "Red Shoes" e "Red Duster".
2. ↑  Forse sotto la direzione del tenente pilota Benson, che aveva lavorato sui progetti "Spaniel" e "Artemis".

### Fonti
1. 1 2 3 4  Global Security.
2. 1 2  Gibson 2023, p. 33.
3. 1 2 3 4 5 6 7  Key Aero.
4. 1 2  Gibson, Buttler 2007, p. 40.
5. 1 2 3 4  Gibson, Buttler 2007, p. 31.
6. 1 2  Twigge 1993, p. 163.
7. ↑  Gibson, Buttler 2007, p. 33.
8. ↑  Gibson 2007a, p. 34.
9. 1 2  Bojne 2002, p. 267.
10. ↑  Gibson, Buttler 2007, p. 35.
11. 1 2 3  Gibson, Buttler 2007, p. 36.
12. ↑  Gibson 2023, p. 34.
13. 1 2  Tecnical Report 1953, p. 7.
14. 1 2 3 4 5  Tecnical Report 1953, p. 8.
15. 1 2  Tecnical Report 1953, p. 9.
16. ↑  Tecnical Report 1953, p. 8-9.
17. ↑  Gibson 2023, p. 35.
18. ↑  Black 1996, p. 141.
19. ↑  Cooper 2017, p. 29.